# 뱅크 홀리데이
뱅크 홀리데이(영어: bank holiday, lit. '은행 휴일')는 영국과 왕실속령의 공휴일을 가리키며 아일랜드에서도 공휴일을 가리키는 구어로 쓰이는 용어이다. 영국에서 뱅크 홀리데이는 법정공휴일에 더해 영국 왕실의 공표나 영미법계 관습법으로 정해진 휴일을 의미한다. 여러 성인들의 축일을 포함한 이러한 날들에 일반적으로 은행 기관들이 쉬기 때문에 뱅크 홀리데이라는 이름으로 불린다. 뱅크 홀리데이는 1년 중 약 8~10일 정도로 영국의 구성국과 맨섬, 저지섬과 건지섬에서 조금씩 다르다.